# Neus Barrantes-Vidal
Neus Barrantes-Vidal és una investigadora i científica espanyola, catedràtica en el Departament de Psicologia Clínica i de la Salut a la Universitat Autònoma de Barcelona. Ha estat membre de la Agencia Nacional de Evaluación y Prospectiva (ANEP) i és coordinadora del grup d’investigació Interacció Persona-Ambient en Psicopatologia.
Des de l’any 1997 fins a l’actualitat s’ha format per a dedicar-se a la recerca en l’àmbit de la psicologia i la salut mental, ha participat en investigacions internacionals i ha treballat en universitats dels Estats Units, el Regne Unit i Holanda. Les seves investigacions i projectes se centren en la psicopatologia, sobretot, en la psicosi i els factors de la personalitat.

## Biografia
Va iniciar la seva formació en el món de la psicologia a la Universitat Autònoma de Barcelona, on es va llicenciar al 1994. L’any següent els seus estudis es van centrar en el Postgrau de Teràpies Psicològiques impartit a la Universitat de Barcelona. A la mateixa universitat va cursar el Màster en Avaluació i Tractaments Psicològics fins al 1997. Concretament, va estudiar a l’Hospital Clínic de Barcelona. L’any 2008 va cursar un altre màster a la Universitat Autònoma de Barcelona. Posteriorment, l’any 2008, va rebre la titulació de Psicòleg Especialista en Psicologia Clínica.
És doctora en Psicologia i especialista en Psicologia Clínica des de l’any 2000. Actualment, és professora titular al Departament de Psicologia Clínica de la Salut de la Universitat Autònoma de Barcelona. És investigadora i coordinadora del grup d’investigació Interacción Persona-Ambiente en Psicopatología i forma part de la Agencia Nacional de Evaluación y Prospectiva (ANEP). Durant els últims anys també és consultora d’investigació per centres clínics en la Fundació de Salut Sant Pere Claver. Des del 2012 i fins a l’any 2016, va ser membre de la Junta Assessora de Psicologia per l'Avaluació de la Investigació Científica del Ministeri d’Economia i Competitivitat.
Forma part de diferents projectes d’investigació, però també de docència. El seu treball s’ha compartit en xerrades i conferències a diferents universitats nacionals, on ha donat resposta a preguntes relacionades amb estudis específics o aspectes més generals sobre la psicopatologia i la salut mental. Per exemple, l’Editatón Mujeres en la ciencia y en la tecnología, organitzat per la Universitat Pompeu Fabra l’any 2016. La seva docència també ha arribat a escala internacional. Va ser professora adjunta al Departament de Psicologia de la Universitat de Carolina del Nord a Greensboro, als Estats Units. L’ensenyament i les investigacions de la científica van arribar fins a la Universitat d’Oxford, al Regne Unit, i a la Universitat de Maastricht, a Holanda.

## Publicacions
Els projectes, investigacions, articles i llibres de la científica giren entorn de la psicologia. Les seves principals línies d’estudi són la psicopatologia, la salut mental i diferents aspectes de la personalitat.
Neus Barrantes-Vidal ha publicat 146 articles i tres llibres:
1. Creatividad y bipolaridad (2001)
2. Miedos y fobias, claves para afrontar las mil caras de la ansiedad (2003)
3. Signos de riesgo y detección precoz de psicosis (2014)

Addicionalment, ha col·laborat en 27 capítols de llibres, nou en espanyol i divuit en anglès.
Ha realitzat investigacions amb científics nacionals i internacionals. Molts dels seus estudis s’han publicat en anglès. Els seus últims treballs es titulen A time-lagged study of predictors of paranoia and psychotic-like experiences in daily life across the schizotypy continuum, Association between tobacco use and symptomatology in individuals at ultra-high risk to develop a psychosis i Cognitive functioning throughout adulthood and illness stages in individuals with psychotic disorders and their unaffected siblings.
El període de més publicacions amb major repercussió va ser de l’any 2009 al 2014.

## Reconeixements
La científica Barrantes-Vidal va obtenir el premi d’investigació de la Institució Catalana d’Investigació i Estudis Avançats (ICREA) Acadèmia l’any 2012. Va destacar entre els 230 participants d’aquella edició i va guanyar un dels tretze premis que es podia aconseguir.
Aquest reconeixement va servir per a prosseguir amb les seves investigacions gràcies a la contribució econòmica que significava el premi. També va ser un indicador de la seva dedicació en la investigació en una universitat pública de Catalunya durant cinc anys.
Les línies d’investigació del seu projecte guardonat van girar entorn de la psicopatologia, des d’entendre les etapes de la psicosi per a prevenir-la fins a explicar la relació entre factors socials i genètics i el desenvolupament d’una psicosi.